# Aphelandra flava
Aphelandra flava är en akantusväxtart som beskrevs av Christian Gottfried Daniel Nees von Esenbeck. Aphelandra flava ingår i släktet Aphelandra och familjen akantusväxter. Inga underarter finns listade i Catalogue of Life.

## Bildgalleri

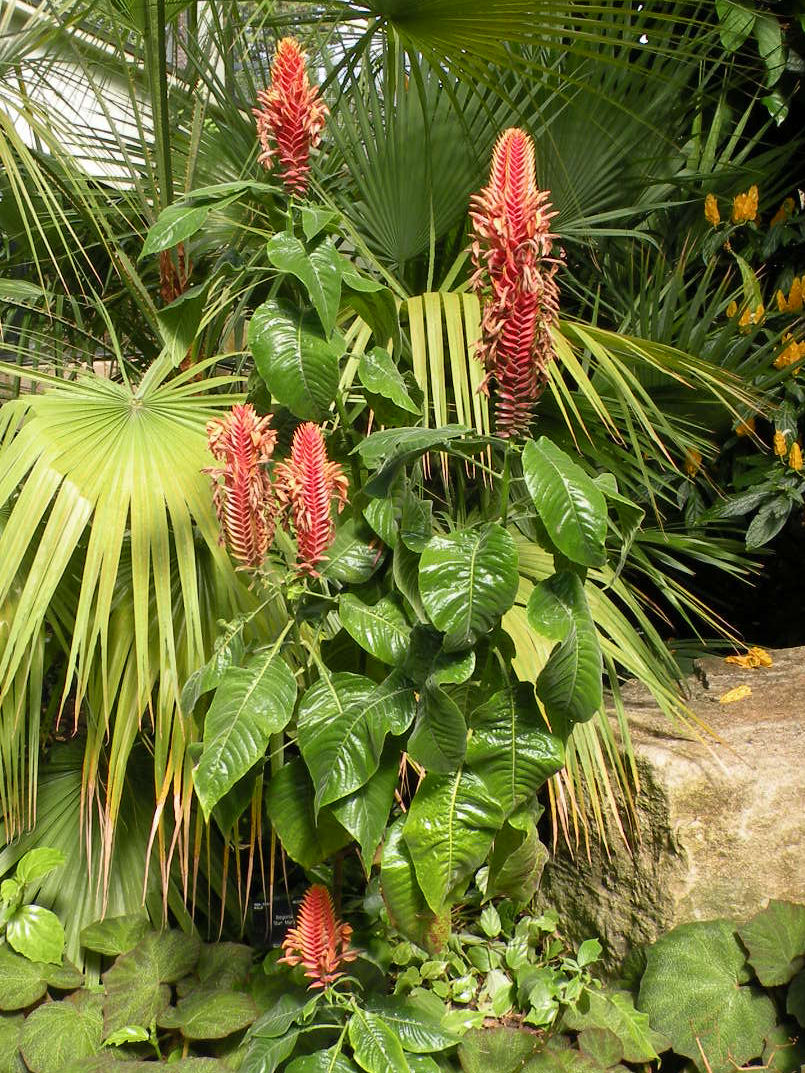